# 元数学
元数学（英語：Metamathematics），又译为超数学，使用数学技术来研究数学本身的一门学科。一般来说，元数学是一种将数学作为人类意识和文化客体的科学思维或知识。更进一步来说，元数学是一种用来研究数学和数学哲学的数学。“数学的数学”是于19世纪初由通常的数学分离出来的，它最初研究的对象是在所谓的数学危机。将二者混为一谈会导致一些矛盾，典型例子有理查德悖论。
比如说，元数学的主题之一就是：分析某些数学要素是否在任意的数学系统中都是可证实或者证伪的。
许多关于数学基础与数学哲学的论说都涉及元数学的概念，它们往往不能被当作我们通常所说的“问题”来处理。元数学的基本假设是：数学的内容可以由一个形式系统获得，比如一个序理论或一个公理化集合论。
元数学与数理逻辑休戚相关，因而这两者的发展也大同小异。元数学的发端大概要追溯到弗雷格的工作：《概念文字》。大卫·希尔伯特首先引进了带有正则性的“元数学”（metamathematics with regularity）这一说法（见希尔伯特计划）。这也就是现在所说的证明论。另一个重要的现代分支是模型论。这一领域的其他重要人物有：伯特兰·罗素，斯科尔姆（Thoralf Skolem），普斯特（Emil Post），邱奇，克莱尼，蒯因，贝纳瑟拉夫（Paul Benacerraf），普特南，柴汀（Gregory Chaitin），以及最著名的塔斯基和哥德尔。特别地，哥德尔证明了：给定任意有限多条皮亚诺算术的公理，都存在一些正确的命题，无法用所给公理来证明，即所谓的哥德尔不完备定理。某种意义上来说，这一结果是迄今为止元数学与数学哲学的最高成就。